# Sipos Norbert (közgazdász)
Sipos Norbert (Dombóvár, 1985. április 9.) a Pécsi Tudományegyetem Közgazdaságtudományi Kar adjunktusa, a PTE intézményi és KTK kari DPR felelőse. Számos kutatás résztvevője, valamint a menedzsment fókuszú tárgyak mellett egyéb területeken is oktat.

## Életpályája
2009-ben szerzett diplomát a Pécsi Tudományegyetem Közgazdaságtudományi Kar Menedzsment – Vezetési Tanácsadás szakirányán (osztatlan képzés). 2009–2012 között a Gazdálkodástani Doktori Iskola nappali, majd levelező tagozatos PhD-hallgatója, abszolutóriumát 2015-ben szerezte meg, a doktori címet 2018-ban védte meg, a disszertáció címe Nemzetközi pályakövetési gyakorlatok és a magyar pályakövetési rendszer – A Diplomás Pályakövető Rendszernek az Állami Adminisztratív Adatbázisok Integrációjával való egyezőségének vizsgálata. 2011-től 2015-ig a bajai Eötvös József Főiskola Gazdálkodási Intézet tanársegédje, főbb oktatási tevékenysége a menedzsment és a számvitel tárgyköreihez kapcsolódik. 2015-től tanársegéd a Pécsi Tudományegyetem Közgazdaságtudományi Karon, oktatási tevékenység: menedzsment, vezetéstudomány, munkaerőpiac. 2017-től a Közgazdaságtudományi Kar kari Diplomás Pályakövető Rendszer felelőse. 2019-től a Kompetencia- és Tehetségfejlesztő Központ vezetője. 2018-ban a Janus Pannonius Közgazdasági Szakkollégium neki adta a Janus Díjat. 2009-től számos pályázat, megvalósíthatósági tanulmány, üzleti terv írója, országos rendezvények szervezője. 2009-től a Végzett Pécsi Közgazdász Szakkollégisták Egyesülete elnökségi tagja, 2012-től 2019-ig az elnöke.

## Munkássága
- Diplomás Pályakövető Rendszer és Állami Adminisztratív Adatbázisok Integrációja
- Munkaerő-piaci tendenciák
- CRANET
- EU migráció és következményei
- Kollektív tárgyalás

## Díjai, elismerései
- 2018: Farkas Ferenc Nemzetközi Konferencia – Best Paper Award (2 db)
- 2018: Janus Díj – Janus Pannonius Közgazdasági Szakkollégium
- 2016: Új Magyarország Nemzeti Kiválóság Program – ösztöndíjas
- 2015: EJF Alapítvány díja, az év tanulmányáért
- 2014: EJF Alapítvány díja, kiemelkedő szakmai tevékenységért
- 2014: EJF Alkotói Pályázat, 3. helyezés

## Főbb publikációi
- Karoliny, Zsuzsa; Sipos, Norbert (2019): Explanations of the Feminization Effects in HR Profession and Beyond In: Zhang, Lijun; Vojnar, Tomáš - Tools and Algorithms for the Construction and Analysis of Systems Springer International Publishing, pp. 159-173. Paper: Chapter 10, 15 p.

- Bányai, Edit; Sipos, Norbert (2019): Aktualitások a felsővezetői kiválóság területén (Actualities in leadership excellence.) VEZETÉSTUDOMÁNY 50: 1 pp. 63-69., 7 p.

- Balogh, Gábor; Sipos, Norbert (2019): Pályakezdő közgazdászok bére a szakdiverzifikáció függvényében. (Fresh graduates’ income in regards to the programme diversification’ choice.) KÖZGAZDASÁGI SZEMLE 66: 5 pp. 551-577., 27 p.

- Kuráth, Gabriella; Sipos, Norbert (2019): Felsőoktatási jelentkezések – Új hallgatók, új módszerek? (Higher Education applications – New students, new methods?) MAGYAR TUDOMÁNY 180: 8 pp. 1166-1174., 9 p.

- Kuráth, Gabriella; Sipos, Norbert (2019): A hazai felsőoktatási jelentkezési döntések változása. A regionális hatás. (The changes in the Hungarian Higher Education applications. Ther regional effect.) TÉR ÉS TÁRSADALOM 33: 1 pp. 173-184., 12 p.

- László, Gyula; Sipos, Norbert; Slavić, Agneš (2018): The role of trade unions in the HRM of Hungarian and Serbian organizations. ANALI EKONOMSKI FAKULTETA U SUBOTICI / THE ANNALS OF THE FACULTY OF ECONOMICS SUBOTICA 54: 40 pp. 67-78., 13 p.